# Leuconephra ossicolor
Leuconephra ossicolor är en fjärilsart som beskrevs av Eduard Rosenstock 1885. Leuconephra ossicolor ingår i släktet Leuconephra och familjen nattflyn. Inga underarter finns listade i Catalogue of Life.